# Lamgi-Mari

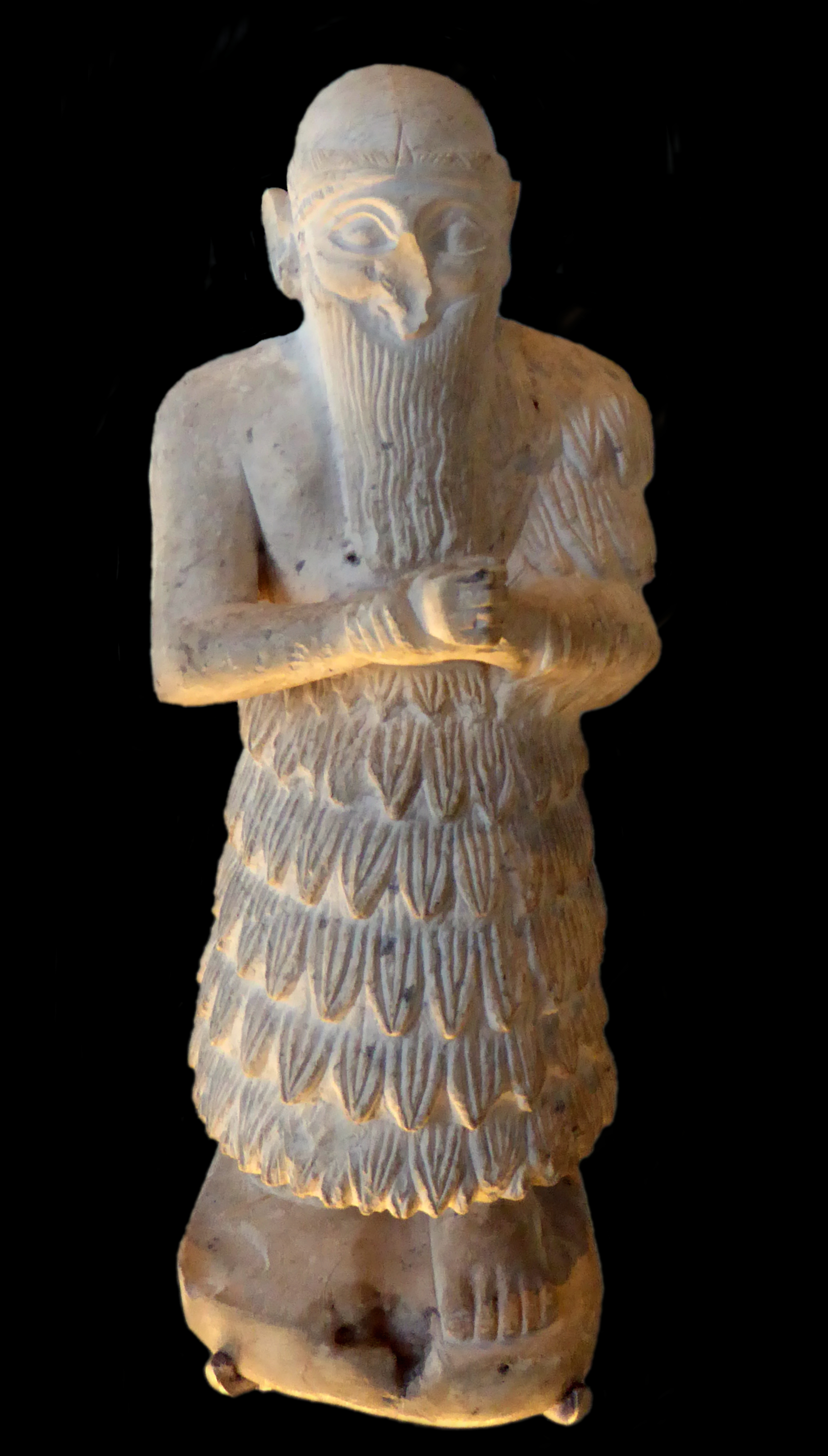
Statue des Lamgi-Mari. Museum des Institut du Monde Arabe. Paris. Mari. Syrien. Aus Aleppo-Alabaster. 2500–2300 v. Chr.

Lamgi-Mari (Lesung des Namens umstritten, heute oft auch Isqi-Mari) war ein früher König von Mari. Von ihm wurde eine Statue im Ištar-Tempel gefunden. Ihre Inschrift ermöglichte es erst, den Fundort Tell Hariri mit dem aus Texten bekannten Königtum Mari zu identifizieren.